# Bujały-Gniewosze
Bujały-Gniewosze – wieś w Polsce położona w województwie mazowieckim, w powiecie sokołowskim, w gminie Jabłonna Lacka. Ma status sołectwa.
Za Królestwa Polskiego istniała gmina Bujały. W latach 1975–1998 miejscowość administracyjnie należała do województwa siedleckiego.
Wierni wyznania rzymskokatolickiego zamieszkali w miejscowości należą do parafii Niepokalanego Poczęcia Najświętszej Maryi Panny w Niecieczy.